# Уксянське
Укся́нське (рос. Уксянское) — село у складі Далматовського району Курганської області, Росія. Адміністративний центр Уксянської сільської ради.
Населення — 1762 особи (2017, 1956 у 2010, 2163 у 2002).
Національний склад станом на 2002 рік: росіяни — 94 %.